# Verwaltungsgemeinschaft Inchenhofen
Die Verwaltungsgemeinschaft Inchenhofen im schwäbischen Landkreis Aichach-Friedberg wurde im Zuge der Gemeindegebietsreform am 1. Mai 1978 gegründet und zum 1. Januar 1994 wieder aufgelöst.
Ihr gehörten die Marktgemeinde Inchenhofen und die Gemeinde Hollenbach an.
Sitz der Verwaltungsgemeinschaft war Inchenhofen.